# 新乡专区
新乡专区，中华人民共和国河南省已撤消的行政区，在今河南省北部。1949年置，属平原省，专员公署驻焦作矿区。辖新乡、汲县、辉县、修武、武陟、获嘉、博爱、沁阳、温县、延津、原阳、济源、孟县13县及焦作矿区。
1952年，新乡专区划归河南省。1953年，专署迁驻新乡市。1954年，原濮阳专区所属长垣、封丘2县划入新乡专区。1955年，长垣县划归安阳专区。1956年，撤销焦作矿区，改设焦作市，由省直辖。新乡专区辖14县。
1958年，原由省直辖的新乡、安阳、焦作、鹤壁4市及原安阳专区所属安阳、林县、浚县、汤阴、濮阳、滑县、清丰、清丰、南乐、长垣10县划归新乡专区。专区辖4市、24县。
1960年，鹤壁市升为地级市；汤阴县划归鹤壁市。同年，专区辖县调整如下：
1. 撤销新乡、获嘉2县，并入新乡市；
2. 撤销安阳县，并入安阳市；
3. 撤销博爱、修武2县，并入焦作市；
4. 撤销温县，并入沁阳县。

调整后，新乡专区辖3市、18县。
1961年，恢复新乡、温县、博爱、修武、获嘉、安阳6县；将安阳、鹤壁2市及安阳、内黄、南乐、清丰、濮阳、长垣、滑县、浚县、汤阴、林县10县划归安阳专区。新乡专区辖1市、14县。
1969年，撤销新乡专区，改置新乡地区。 

## 历任专员
- 耿起昌（1955年2月－1958年3月）
- 李炳源（1958年3月－1959年12月）
- 陈东升（1959年12月－1961年12月）
- 刘　莱（1962年1月－1962年6月）
- 张　超（1962年7月－1967年12月）